# 多森 (阿拉巴马州)
多森（英語：Dothan）是位于美国亚拉巴马州休斯敦县、戴尔县和亨利县的一座城市，也是前者的县治所在，面积224.8平方公里。根据美国2000年人口普查，共有64,053人，其中白人占67.33%、非裔美国人占30.11%。